# Toshiyuki Asanuma
Toshiyuki Asanuma (jap. 浅沼俊幸 Asanuma Toshiyuki; ur. 16 maja 1966) - japoński zapaśnik w stylu wolnym. Dwukrotny uczestnik mistrzostw świata, jedenasty w 1994. Czwarty na igrzyskach azjatyckich w 1994. Drugi w mistrzostwach Azji w 1988; czwarty w 1989 i 1995; piąty w 1991; szósty w 1993. Czwarty w Pucharze Świata w 1993; szósty w 1995 i siódmy w 1994 roku.